# Rafael Leónidas Trujillo
Rafael Leónidas Trujillo Molina (n. 24 octombrie 1891, San Cristóbal⁠(d), San Cristóbal Province⁠(d), Republica Dominicană – d. 30 mai 1961, Santo Domingo, Republica Dominicană), cunoscut ca „El Jefe” (Șeful) sau „El Benefactor” (Binefăcătorul), a fost un militar și om politic dominican, care a condus Republica Dominicană din 1930 până la asasinarea sa în 1961. A exercitat funcția de comandant suprem al armatei în perioadele 1930-1938 și 1942-1952 și a guvernat în mod indirect indirect în perioadele 1938-1942 și 1952-1961, folosind președinți marionetă.
Cei 31 de ani ai guvernării sale sunt cunoscuți ca „Epoca Trujillo” și considerați ca una dintre tiraniile cele mai sângeroase din istoria Americii Latine. Guvernarea sa s-a caracterizat prin anticomunism, represiunea oricărei forme de opoziție și cultul personalității. Libertățile civile erau inexistente și s-au comis încălcări constante ale drepturilor omului. A aruncat țara într-o stare de panică și „respect”, iar orice moarte putea fi acoperită cu un fals accident și orice persoană indicată ca necorespunzătoare putea fi încarcerată și torturată într-una din închisorile clandestine destinate acestor obiceiuri.
Totuși, partizanii lui Trujillo pun în evidență unele aspecte ale regimului, cum ar fi sfârșitul caudilismului ca sursă a instabilității politice, restaurarea ordinii publice și o oarecare dezvoltare economică a țării.[14] 
În timpul regimului său toate proprietățile statului au funcționat în concordanță cu interesele lui Trujillo, care a stabilit un monopol asupra fabricilor, ceea ce i-a permis să acumuleze o avere personală imensă.
Guvernarea lui Trujillo este responsabilă de moartea a peste 50.000 de persoane, incluzând miile de asasinate în tristul și celebrul Masacru de la Perejil. Estimările totale asupra numărului morților în acest masacru variază între 5.000 și 25.000.
Ca rezultat al Gărzii Naționale creată pentru Statele Unite în timpul primei ocupații a țării în 1916, Trujillo a acordat o atenție deosebită Forțelor Armate. Personalul militar a fost generos retribuit și a primit beneficii în perioada guvernării sale, iar numărul celor recrutați de către armată a crescut substanțial. Trujillo și-a menținut controlul asupra ofițerilor prin intermediul fricii, clientelismului și al „rotației cadrelor”. 
Regimul trujillian s-a dezvoltat într-o epocă propice pentru regimurile dictatoriale din America Latină, fiind contemporan cu alte guverne similare din bazinul Caraibelor, în timp ce unii autori susțin că dictatura lui a fost cea mai distructivă, cea mai brutală și cea mai eficientă dintre toate dictaturile din jur.[7] În paralel, Trujillo a avut împotriva sa mai multe guverne străine printre care cel al lui Rómulo Betancourt din Venezuela, al lui Juan José Arevalo din Guatemala, al lui Ramón Grau San Martín din Cuba, al lui Elie Lescot din Haiti și al lui José Figueres Ferrer din Costa Rica.

## Familia și primii ani
Trujillo s-a născut în orașul San Cristóbal,  pe 24 octombrie 1891. Fiul lui José Trujillo Valdez, un mic comerciant, fiul sergentului José Trujillo Monagas, care a venit la Santo Domingo , ca membru al trupelor spaniole de întărire în timpul Anexării, și a lui Altagracia Julia Molina Chevalier, cunoscută mai târziu ca Mama Julia, fiica lui Pedro Molina Pena, un țăran din republica dominicană, și a profesoarei Luisa Erciná Chevalier, ai căror părinți, deși nativii din Haiti au fost predominant de origine franceză: tatăl său, Justin Alexis Victor Turenne Carrié Blaise, era alb, iar mama lui, Marty Juliette 'Diyetta' Chevallier Moreau, mulatru. Cu toate acestea, Trujilloși-a renegat întotdeauna originea haitiană a mamei. 
În 1907, la vârsta de 16 ani, Trujillo a primit un loc de muncă ca telegrafist timp de 3 ani. Mai târziu, el s-a dedicat, alături de fratele său "Petán" cuatrerismului, falsificării de cecuri și furtului postal. De aceea, a fost condamnat și închis pentru câteva luni.
În 1916, din nou, s-a dedicat activităților infracționale și a condus la trupa de raiders numită 42, temută pentru violența sa . Mai târziu, el a lucrat timp de doi ani în industria zahărului ca paznic.

### Pregătirea militară
În 1916, SUA ocupă țara, din cauza datoriei externe a Republicii. Armata de ocupație a creat rapid o "Gardă Națională", cu scopul de a restabili ordinea. În 1918, văzând în aceasta o oportunitate, Trujillo s- a integrat în structura nou înființată a instituției militare și a fost imediat promovat sublocotenent. Pe 11 ianuarie 1919, el a fost promovat din nou și a fost învestit în funcție, devenind locotenent numărul cincisprezece din cei șaisprezece care existau atunci în Garda Națională.
În 1920, cu gradul de locotenent, a fost supus unui proces militar, pentru viol și șantaj asupra lui Isabel Guzman, un minor de 16 ani, dar a fost exonerat de vină. În 1921 a intrat într-o Academie Militară fondată de către armata de ocupație în Haina și în 22 decembrie al aceluiași an a fost numit să ocupe funcția de șef al Garnizoanei din San Pedro de Macorís. 
În 1922 el a fost transferat la Cibao și, în timp ce era în San Francisco de Macoris, a fost promovat Căpitan fără a trece prin gradul de Locotenent, ceva nelegal în rândurile în armatei, dar explicabil prin "serviciile" oferite de către Trujillo ocupației americane. Această ascensiune a fost însoțită de reorganizarea Gărzii Naționale, care mai târziu a devenit Poliția Națională Dominicană, în care peste foarte puțin timp preia comanda Companiei a 10-a. 
În 1923, înainte de numirea sa ca inspector al primului district militar, a participat, ca student în Școala de Ofițeri al Departamentul din Nord. În acest moment, în ciuda pregătirii sale militare, a început să se manifeste înclinațiile sale politice. În amețitoarea sa carieră în armată, a ajuns la gradul de Maior și când trupele SUA au părăsit țara în anul 1924, l-au lăsat pe Trujillo în funcție. În 1927, Trujillo s-a alăturat Brigăzii Naționale, o instituție creată pentru a înlocui garda națională și a fost promovat la gradul de General. Înainte de intrarea lui în viața militară a pronunțat sentința: "Intru în armată, și nu mă las până nu ajung șeful ei".

## Lovitura de stat al lui Vásquez și ascensiunea la putere
Cu triumful lui Horacio Vásquez în alegerile care au urmat plecării soldaților americani în 1924, Trujillo a rămas în fruntea Poliției Naționale. La 6 decembrie a aceluiași an, Președintele Vasquez l-a numit Locotenent-Colonel și Șeful Statului Major.
În 1930 a izbucnit în Santiago o revoltă împotriva președintelui Horacio Vasquez, și rebelii au mărșăluit spre Santo Domingo. Lui Trujillo i s-a ordonat să suprime revolta, dar când răzvrătiții au sosit în capitală, pe 26 februarie, n-au întâmpinat nici o rezistență. Președintele Vásquez, aflând că unul din ideologii revoltei a fost chiar Trujillo, a decis să demisioneze ca o soluție negociată a crizei, în scopul de a evita vărsarea de sânge. Vasquez a fost trimis în exil și liderul rebel Rafael Estrella a fost proclamat președinte interimar.
Trujillo a devenit candidat la președinție în anul 1930, cu la Estrella Ureña ca vice-președinte. Adversarii, Federico Velásquez Hernández și Ángel Morales candidați ca președinte și respectiv vice-președinte, s-au retras, lăsând ca alegerea binomului Trujillo-Ureña să fie singura opțiune.
Campania electorală s-a desfășurat într-un climat de teroare provocată de Trujillo și trupa lui de paramilitari numită La 42, sub comanda maiorului Miguel Angel Paulin. Până și membrii Comisiei Electorale Centrale au fost forțați să demisioneze pe 7 mai, fiind înlocuiți de persoane care ascultau de voința lui Trujillo. Binomul Trujillo - Ureña a câștigat alegerile pe 16 mai, oficial cu 45% din voturi. Mai târziu s-a aflat că doar 25% din alegători au mers la urne, ceea ce a făcut pe unii să creadă că au fost fraudate alegerile. Pe 24 mai 1930, au fost proclamați oficial Trujillo și Ureña, președinte și vice-președinte. Pe 16 August, la vârsta de 38 de ani, Trujillo și-a asumat președinția Republicii.

### Genocidul din 1937: "Uciderea a mii de haitieni"
În perioada 28 septembrie-8 octombrie 1937, Trujillo a decis genocidul a mii de haitieni ce locuiau în zona frontierei dominicană într-un episod cunoscut sub numele de Masacrul Pătrunjelului, în care trupele armatei dominicane au ucis, potrivit estimărilor, între 15 și 20.000 de oameni. Acest fapt s-a încercat să fie justificat sub pretextul eliminării infiltrării conspirative și ca represalii pentru ideea că guvernul haitian a cooperat cu un plan al exilaților dominicani care doreau să-l răstoarne pe el, pe Trujillo.

## Încercări de răsturnare
Exilații dominicani au ținut un congres la Universitatea din Havana și au format așa-numitul "Front Unit  Dominican de Eliberare" cu Ángel Morales în calitate de președinte. Țelul principal a fost de a gestiona ajutorul militar al guvernelor democratice din America Latină și din Caraibe  împotriva lui Trujillo . Printre membrii a fost și naratorul dominican Juan Bosch, care a preluat eforturile internaționale și a călătorit în diferite țări să se întâlnească cu președinții acestora.
La 21 septembrie 1947 un grup de dominicani în exil, împreună cu un batalion de voluntari înarmați veniți din Cuba și din alte țări din America Latină, a pornit spre Santo Domingo într-o operațiune militară numită  Expediția Cayo Confites. Expediția a eșuat; membrii expediției au fost nevoiți să debarce, apoi au fost arestați și duși la spitalul militar din zona Columbia, situat în La Habana.
La 19 iunie 1949 a fost o a doua încercare nereușită de a-l răsturna pe Trujillo regim, care se încheie cu arestarea membrilor expediției și carbonizarea lor într-un contra-atac al armatei dominicane.
Pe data de 14 iunie 1959 mai mulți bărbați înarmați conduși de Enrique Jimenez Moya au aterizat la Constanza cu scopul de a-l da jos pe Trujillo. Câteva zile mai târziu, pe 20 iunie, au aterizat în Maimon aproximativ 144 de oameni, conduși de José Horacio Rodríguez, în provincia Puerto Plata, care a venit pe un vas numit "Carmen Elsa". După mai multe zile de luptă împotriva regimului, membrii expediției au fost învinși și transferați la Baza Aeriană de la San Isidro, unde au fost torturați. Unii au supraviețuit, dar mai apoi au fost împușcați.
În același an s-a format în țară un grup politic de stânga numit Mișcarea 14 iunie, compus din tineri care căutau o schimbare în direcția democratizării țării. La mișcare au participat Manolo Tavárez Justo și soția lui, Minerva Mirabal ca lideri. Regimul Trujillo a luat măsuri împotriva majorității membrilor grupului și SIM-ul (Poliția politică) a persecutat, închis și torturat pe marea majoritate a membrilor mișcării.
Când John F. Kennedy a preluat funcția de președinte al Statelor Unite la data de 20 ianuarie 1961, planurile CIA de a-l răsturna pe Trujillo erau deja lansate. În ciuda acestui fapt, președintele Kennedy l-a trimis pe diplomatul Robert D. Murphy la  Trujillo să-l convingă să se retragă de la putere. Murphy a ajuns în Santo Domingo pe 15 aprilie 1961, fiind cel de-al patrulea și ultimul emisar al guvernului SUA care a încercat să-l convingă pe Trujillo să plece de la putere, o abordare care a fost ignorată de către dictator.
Pentru complotul din 30 mai, guvernul Statelor Unite a oferit sprijin în arme și logistică pentru cei care căutau să pună capăt dictaturii, dar nu a reușit să-și mențină sprijinul și după asasinarea tiranului. Deși planul a pus capăt vieții lui Trujillo, el a dus și la moartea a aproape tuturor celor implicați, rămași izolați, fără sprijin internațional.

## Ambuscadă și asasinat
Marți 30 mai 1961, la ora 9:45 seara, la kilometrul 9 al șoselei Santo Domingo - San Cristobal, mașina în care călătorea Trujillo a fost mitraliată într-o ambuscadă pusă la cale  de Modesto Diaz, Salvador Stele Sadhalá, Antonio de la Maza, Amado García Guerrero, Manuel "Tunti" Cáceres Michel, Juan Tomás Diaz, Roberto Pastoriza, Luis Amiama Unchi, Antonio Imbert Barrera, Pedro Livio Cedeño, și Huáscar Tejeda. Vehiculul a primit mai mult de 60 de gloanțe de diferite calibre, dintre care șapte au lovit corpul dictatorului, omorându-l. Șoferul Zachary de la Cruz a primit mai multe gloanțe, dar nu și-a pierdut viața, deși el a fost dat mort de anchetatori.

## Viața personală

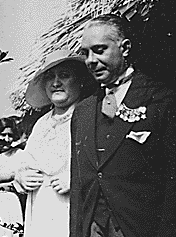
Trujillo cu a doua soție, - Benvenida Ricardo în 1934

În primii săi ani de tinerețe, Trujillo a fost acuzat de diverse infracțiuni, chiar și de natură sexuală. La începutul deceniului 1910, Trujillo a violat o minoră, dar acest fapt a rămas nepedepsit.
Pe 13 august 1913, la vârsta de 21 de ani, Trujillo s-a căsătorit cu Aminta Ledesma Lachapelle, o tânără cu bună reputație, fiica unui fermier din San Cristobal. Ei au avut două fiice: Julia Genoveva, care s-a născut și a murit în 1914, și Flor de Oro Trujillo Ledesma, născută în 1915 și care mai târziu s-a căsătorit cu Porfirio Rubirosa. Căsătoria sa încheiat cu divorț în 1925.
Pe 30 martie 1927, s-a căsătorit cu Bienvenida Ricardo Martinez, o fată din Montecristi, fiica lui Buenaventura Ricardo Heureaux (vărul lui Ulises Heureaux Lebert și unchiul lui Joaquin Balaguer Ricardo). Un an mai târziu, el a întâlnit-o pe María de los Angeles Martínez Alba, cunoscută sub numele de "Españolita" și a avut o aventură extraconjugală cu ea.Din această relație s-a născut  Rafael Leonidas (Ramfis). Potrivit unei publicații a lui Jesús de Galíndez, Ramfis nu a fost fiul lui Trujillo, ci a unui cubanez pe nume Rafael Dominici, cu care Maria Martinez s-a căsătorit în momentul în care acesta s-a născut. Publicația nu a negat niciodată faptul și  totul a rămas un mister.

### Averile adunate

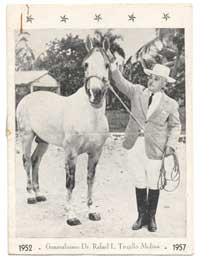
Trujillo în aprilie1946

De-a lungul timpului Trujillo a dobândit numeroase bunuri. Locul lui preferat era "Casa din lemn de Mahon", în apropiere de San Cristobal, și o casă pe plaja din Najayo. Alte locuri de proprietate, care au fost rar frecventate, au fost Santiago, Constanza, La Cumbre, San José de las Matas și multe altele. În plus, el a avut un apartament penthouse în hotelul Embajador, în Santo Domingo.
În timp ce Trujillo se declara catolic fața publicului său, în  realitate era devotat superstițiilor.